# Mega Plus
Mega Plus fue un canal de televisión por suscripción chileno generalista operado por Mega Media. Fue la primera señal hermana de Mega.
Su programación diaria se basó en sus últimos años de transmisión principalmente en programas culturales y de entretención. 
Inició sus transmisiones el 1 de enero de 2019,en un principio como canal exclusivo de la cableoperadora VTR,llegando posteriormente a otras como GTD y Mundo, además de estar disponible en el servicio de streaming Mega Go, de Mega Media, y el servicio de IPTV Zapping.Sin embargo, la mayoría de los cableoperadores, incluyendo Mega GO, reemplazaron este canal por la segunda señal de Mega, conocido como Mega 2.
El canal fue cerrado definitivamente el 15 de marzo de 2024, cuando cesa sus transmisiones en Mundo, la última cableoperadora que aún transmitía el canal, siendo también reemplazado por Mega 2.

## Historia

### Lanzamiento en VTR y parrilla inicial (2019-2020)
En octubre de 2018, Mega confirmó que en enero de 2019 lanzaría Mega Plus, un canal generalista de complemento programático a la señal abierta que ofrecería producciones originales de entretención y tendencias nacionales e internacionales, contenidos de ficción premium, y espacios de actualidad propios de más análisis y profundidad; el lanzamiento involucró una inversión de US$ 1,5 millones en tecnología.
Las transmisiones de la señal comenzaron el 1 de enero de 2019 con más de 15 estrenos en su parrilla de verano, incluyendo los noticieros Mundo Plus Hoy (conducido por José Antonio Neme) y Mundo Plus Vanguardia (con Andrea Arístegui), y la emisión en paralelo de los programas de Radio Infinita Lo que faltaba y Quién lo diría. Otros estrenos fueron las series de Globo Carceleros y Bajo Presión; Phi, de la productora turca Ay Yapim; la norteamericana Girlfriend’s Guide to Divorce, producida por Bravo; y The Returned, de Canal+ .
El 24 de junio de 2019 a las 21 horas debutó Meganoticias Plus Prime, el noticiero central de Mega Plus, conducido por Juan Manuel Astorga; esta edición fue la primera en recuperar la marca Meganoticias desde su salida en 2013, anticipándose a la transición de Ahora noticias en la señal abierta por un mes. Más tarde, el 29 de julio, debutaría la edición vespertina Meganoticias Plus Update, conducida por las periodistas Catalina Edwards y Claudia Salas de lunes a viernes a las 14 horas.

### Debut de Meganoticias Alerta (2020-2023)
El 20 de marzo de 2020 y debido a la reducción de personal de trabajo presencial debido a la pandemia de COVID-19, se emitieron por última vez Meganoticias Plus Update y Prime. En abril de 2020 también salieron de la parrilla las retransmisiones de los programas de Radio Infinita y los espacios Mundo Plus Hoy y Vanguardia. 
En su reemplazo debutó Meganoticias Alerta, un bloque continuo de noticias desde las 8:00 a 12:45 y de 15:30 a 18:30. Además, las ediciones de Meganoticias Plus fueron reemplazadas por un simulcast de los noticieros de señal abierta Meganoticias Actualiza y Prime.
El 30 de junio de 2020, Mega Plus llega a todo el país (excepto Santiago) a través del servicio analógico de VTR al reemplazar a Studio Universal en la grilla del cableoperador.
A finales de abril de 2021 regresa Mundo Plus Hoy de lunes a viernes a las 18:30, y durante las tandas comerciales se emitía también el microespacio literario Te lo cuento.
A principios de 2023, y como parte de la salida de Discovery Inc de la propiedad de Mega Media, salen de pantalla todos los programas y contenidos de Discovery que se emitían en la señal. 
A fines de marzo de 2023, se anuncia que el Departamento de Prensa de Mega, que hasta ahora operaba la señal, dejaría de hacerlo desde el 1 de abril de ese mismo año, siendo tomada por el área de producción del canal, por lo que los informativos que se emitían hasta ese momento en Mega Plus saldrían del aire.
Finalmente, el 31 de marzo de 2023 se emiten por última vez Meganoticias Alerta y Mundo Plus Hoy, después de 3 años con transmisiones diarias ininterrumpidas.

### Giro hacia la entretención y nueva parrilla programática (2023-2024)
Posterior a la salida de los espacios informativos, se informa que la programación de Mega Plus daría un vuelco hacia la entretención y la cultura, en primer momento, esta nueva programación se basa en producciones que se emitieron anteriormente en la señal abierta de Mega. A eso se suma la retransmisión del programa de concursos The Covers.
El 15 de mayo de 2023 se estrena el primer programa del nuevo Mega Plus, 45 Minutos Con... conducido por los periodistas Karen Doggenweiler, José Antonio Neme, Rodrigo Sepulveda y Karla Constant.

### Cese de transmisiones

#### Salida de cableoperadoras y Mega Go
En noviembre de 2023, el canal dejó de transmitirse en el servicio de streaming de Mega Go, siendo reemplazado por la señal abierta secundaria del canal principal, Mega 2, que se transmite por TDT. A fines de 2023, el canal empezó a cesar sus emisiones en varias compañías cableoperadoras, siendo en todas ellas reemplazado también por la señal de Mega 2, siendo la primera de ellas Zapping, el 10 de noviembre de 2023. El 19 de enero de 2024, el canal también cesó emisiones en Gtd,y el 1 de marzo, hizo lo mismo para VTR.
Finalmente, el 15 de marzo de 2024 Mega Plus cesó sus emisiones en Mundo, la última cableoperadora que aún transmitía el canal, también siendo reemplazado por Mega 2, finalizando definitivamente sus transmisiones.Ese mismo día, el canal dejó de ser retransmitido por los satélites de comunicaciones Amazonas 4A, y Telstar 12, siendo en ambos reemplazado por la señal secundaria Mega 2.

## Programación
La programación de Mega Plus consistió hasta mayo de 2023 de programas culturales de producción propia de Mega y programas de entretención o de corte magazinesco, y de retransmisiones de programas prime de la señal abierta de Mega, como The Covers. Para finales de 2023, la parrilla del canal se componía solo de los mismos programas culturales de producción propia junto con los programas de entretención variado, y programas de reportajes del área de prensa, junto con los noticieros de la señal principal de Mega, siendo la misma programación los fines de semana, sólo que sin los noticieros.